# Devon Rodriguez
Devon Rodriguez, né le 8 avril 1996 à Bronx, est un artiste et peintre américain. Il a d'abord été reconnu pour avoir peint une série de portraits réalistes dans le métro de New York. En 2019, il a été finaliste du concours de portrait Outwin Boochever pour son portrait du sculpteur, John Ahearn.
En 2020, il rejoint la plateforme TikTok et remporte un succès immédiat en dessinant des inconnus et en capturant leurs réactions. Il est aujourd'hui l'artiste visuel le plus suivi sur la plateforme.

## Biographie

### Enfance et éducation
Devon Rodriguez naît en 1996 dans le sud du Bronx . À 8 ans, il commence à faire des graffitis avec ses amis mais, après avoir été arrêté à 13 ans, il se tourne vers les portraits. En 2010, il postule à la High School of Art and Design de Manhattan, mais n'est pas accepté. Il fréquente ensuite le Samuel Gompers High School dans le Bronx pendant deux ans avant d'être accepté à la High School of Art and Design en 2012. Il est diplômé de cette école en 2014. Il a ensuite fréquenté le Fashion Institute of Technology.

### Carrière
Alors que Rodriguez est encore au lycée, le sculpteur John Ahearn assiste à une exposition de portraits scolaires et remarque les peintures à l'huile réalistes de Rodriguez représentant des passagers du métro. Ahearn a ensuite demandé à Rodriguez d'être le sujet de son propre portrait sculpté. L'œuvre qui en a résulté, deux bustes en plâtre de Rodriguez appelés The Rodriguez Twins, a été finaliste du concours de portraits Outwin Boochever et a été exposée à la National Portrait Gallery de Washington, DC en 2016. Rodriguez a assisté au gala d'ouverture de la Galerie à la place d'Ahearn.
En 2015, les propres pièces de Rodriguez sont présentées dans un numéro de Southwest Art. Son travail, y compris certaines de ses peintures de passagers du métro, continuerait à être présenté dans des publications comme The New Yorker, The Artist's Magazine, et The New York Times Style Magazine dans les années suivantes. En 2019, il annonce que le portrait de Rodriguez de John Ahearn était finaliste du concours de portrait Outwin Boochever, trois ans après que le propre portrait d'Ahearn de Rodriguez ait reçu l'honneur. Le prix est finalement allé à Hugo Crosthwaite.